# Ванеса Дифенбо
Ванеса Дифенбо (на английски: Vanessa Diffenbaugh) е американска писателка на бестселър в жанра любовен роман.

## Биография и творчество
Ванеса Дифенбо е родена на 20 януари 1978 г. в Сан Франциско, Калифорния, САЩ. Израства в Чико, Калифорния. Учи педагогика и творческо писане в Станфорд. След дипломирането си тя работи като учител по изкуство и творческо писане на младежи от общности в тежко социално положение. На 23 г. става наставник на приемни деца и в крайна сметка тя и съпругът ѝ стават приемни родители на сина им Тревон.
Тя е основател на „Мрежата на Камелия“ (www.camellianetwork.org). Мисията на мрежата е да се създаде в САЩ национално движение за подкрепа на младежите от институциите и приемните домове и тяхната еманципация в обществото, за да могат да поемат живота си в свои ръце. На езика на цветята, Камелия / Camellia [Kuh-meel-Ю] означава „Моята съдба е във вашите ръце.“, с което се подчертава, че съдбата на нацията е в ръцете на най-младите граждани.
Започва да пише когато започва да отглежда следващите си деца – Чела и Майлс. Нейният лирически дебютен роман „Езикът на цветята“ е издаден през 2011 г. Той анализира системата за приемни грижи, значението на семейството и властта на любовта в една приказка за изкуплението и втория шанс. Книгата става световен бестселър, и е издадена на повече от четиридесет езика.
Ванеса Дифенбо живее със семейството си в Кеймбридж, Масачузетс.

## Произведения

### Самостоятелни романи
- The Language of Flowers (2011)
Езикът на цветята, изд.: ИК „Кръгозор“, София (2012), прев. Паулина Мичева
- We Never Asked for Wings (2015)

### Документалистика
- A Victorian Flower Dictionary: The Language of Flowers Companion (2011)